# أكيلي لاورو
أكيلي لاورو هي سفينة سياحية، وضعت عارضتها في عام 1938 في أحواض بناء السفن في شيلدت في فليسنجن لصالح شركة كونينكليكي روتردامش لويد (Koninklijke Rotterdamsche Lloyd). كان اسمها الأصلي هو «ويليم رويس». تأخر البناء بسبب الحرب العالمية الثانية وتم إطلاق السفينة أخيرًا في 1 يوليو 1946 قبل الشروع في رحلتها الأولى في 2 ديسمبر 1947.

## الاختطاف
اختطفت في 7 أكتوبر 1985 من قبل أربع أشخاص تابعين لجبهة التحرير الفلسطينية وهددوا بإعدام من كانوا على متنها إذا لم يتم الإفراج عن 50 أسيراً فلسطينياً. بالقرب من ميناء طرطوس، قتل زعيم المجموعة المواطن الأمريكي ليون كلينغهوفر اليهودي الكسيح برصاصتين بعد رفض السلطات السورية رسو السفينة في مينائها، ورغم ذلك بقي الرفض على حاله فاتجهت السفينة إلى ميناء بورسعيد حيث سمحت الحكومة المصرية للسفينة بالرسو وبدأت المفاوضات مع المجموعة الخاطفة. وبعد يومين من التفاوض وافق المختطفين على مغادرة السفينة مقابل حصولهم على مكان أمن، واستقلوا طائرة إلى تونس،

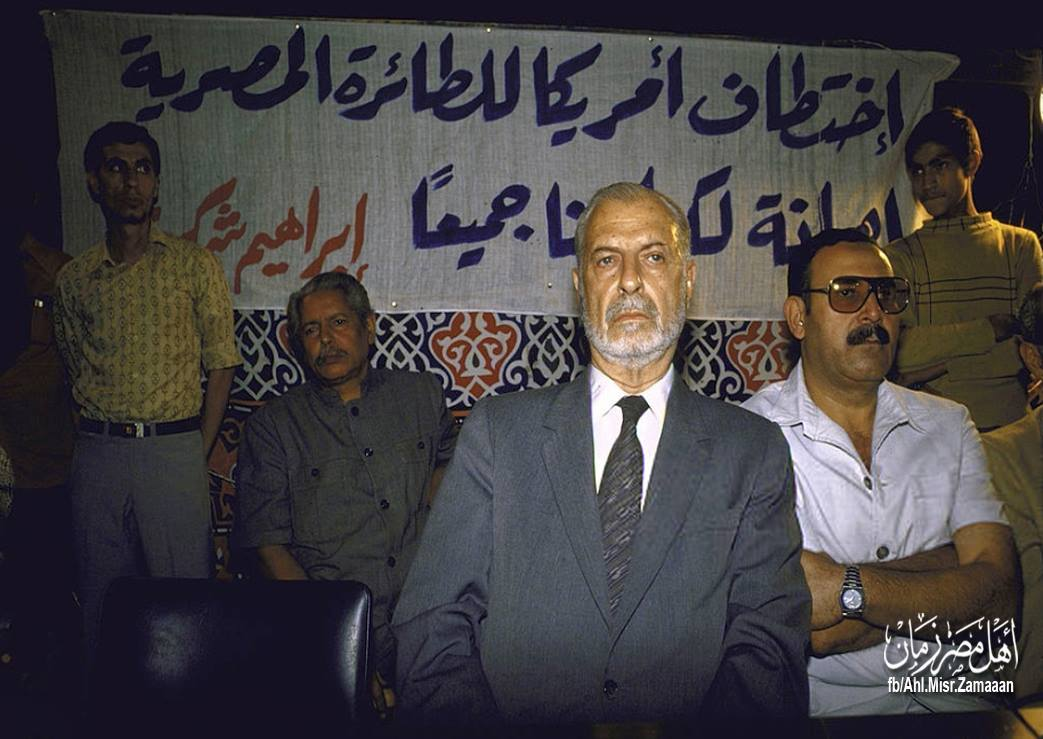
إبراهيم شكري وحزب العمل الإشتراكي في مظاهرة إعتراضا على إختطاف الطائرة المصرية

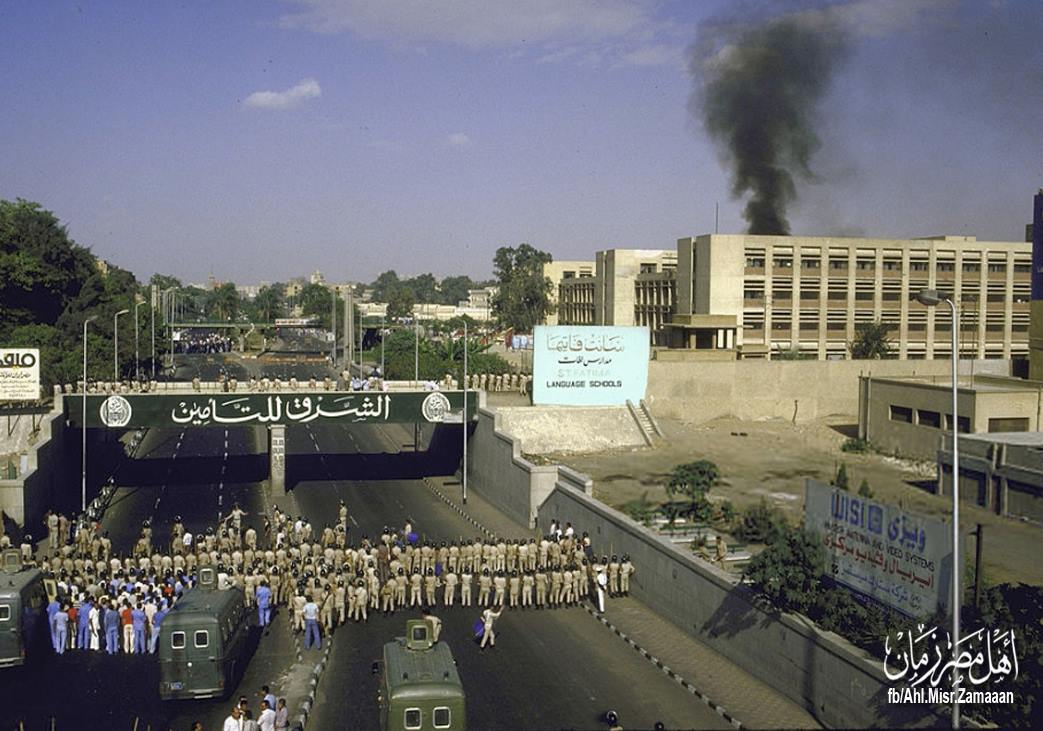
مظاهرات جامعة عين شمس إعتراضا على إختطاف الطائرة المصرية 1985

اعترضت الطائرات الأميركية المقاتلة الطائرة التي كان تقل الخاطفين في طريقها من إلى تونس بعد انتهاء أزمة الباخرة، فوق البحر الأبيض المتوسط وأجبرتها على الهبوط في جزيرة صقلية في إيطاليا، وحوكم المختطفون في إيطاليا وصدرت بحقهم أحكام مختلفة بالسجن الفعلي، وقد أفرج القضاء الإيطالي في 29 أبريل 2009 عن زعيم المجموعة ويدعى يوسف ماجد الملقي بعد 24 عاما في السجن وطُرد من الأراضي الإيطالية، ومن قبله أُفرج عن عبد اللطيف إبراهيم فطاير بعد أن أمضى 21 عاما سجينا وطُرد خارج إيطاليا أيضا.